# Маршал (окръг, Южна Дакота)
Вижте пояснителната страница за други значения на Маршал.
Окръг Маршал (на английски: Marshall County) е окръг в щата Южна Дакота, Съединени американски щати. Площта му е 2294 km², а населението - 4804 души (2017). Административен център е град Бритън.